# ایرنس
ایرنس (انگلیسی: Airness) شرکت تجهیزات ورزشی فرانسوی است، که در سال ۱۹۹۹ توسط مالامین کونه تأسیس شد.